# Pergalumna frater
Pergalumna frater är en kvalsterart som beskrevs av Balogh 1960. Pergalumna frater ingår i släktet Pergalumna och familjen Galumnidae. Inga underarter finns listade i Catalogue of Life.